# Pavle Strugar
Pavle Strugar (Peć, 13. srpnja 1933. - Beograd, 12. prosinca 2018.), bivši general JNA. Na međunarodnom sudu za bivšu Jugoslaviju proglašen je krivim zbog svoje uloge tijekom opsade Dubrovnika.
Diplomirao je na Vojnoj akademiji kopnene vojske 1952. godine. Bio je general-major i zapovjednik Vojne akademije kopnene vojske. 1989. postao je zapovjednik snaga Teritorijalne obrane u SR Crnoj Gori, a u prosincu iste godine biva unaprijeđen u general-pukovnika. U listopadu 1991. imenovan je za zapovjednika 2. operativne grupe, koju je JNA stvorila kako bi vodila vojnu kampanju na području Dubrovnika u Republici Hrvatskoj. Strugar je imao nadzor nad snagama pod svojim zapovjedništvom. Napadu s kopna prethodila je pomorska blokada Jugoslavenske ratne mornarice, a bio je popraćen bombardiranjem prometnica i električnih instalacija (v. operacija Morski pas (srp. operacija Ajkula, operacija kojom je JNA blokirala Dubrovnik). JNA je osvojila teritorij jugoistočno i sjeverozapadno od grada Dubrovnika i praktično zatvorila obruč oko grada. Tijekom napada na Dubrovnik od 1. listopada 1991. zaključno s 6. prosincem 1991. godine na područje Starog grada pale su stotine granata koje su ispalile snage JNA. Opsada je završila početkom 1992. porazom JNA koja se povukla s Dubrovnika. Strugar je otišao u mirovinu 1993. ICTY je za Dubrovnik 2001. podigao optužnicu protiv Strugara, Miodraga Jokića, Vladimira Kovačevića i Milana Zeca. Strugar se dobrovoljno predao i izjasnio da nije kriv. 2005. osuđen je za napade na civile, uništavanje ili hotimično nanošenje štete ustanovama namijenjenim religiji, dobrotvornim svrhama i obrazovanju, umjetnosti i znanosti, povijesnim spomenicima i umjetničkim i znanstvenim djelima, pustošenje koje nije opravdano vojnom nuždom, protupravne napade na civilne objekte. Međutim, presuda mu se ograničila samo za napade 6. prosinca 1991. Dobio je 8 godina zatvora. Zbog narušenog zdravlja, pušten je iz zatvora 2009.
Preminuo je u Beogradu 12. prosinca 2018. godine.

## Vanjske poveznice
- Sažetak presude